# Parapolítica

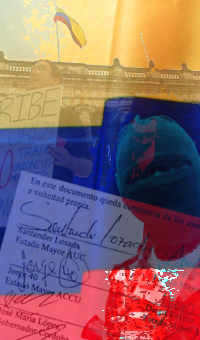

«Parapolítica» es el nombre con el que se le conoce al escándalo político desatado en Colombia a partir de 2006 por la revelación de los vínculos de políticos con paramilitares, con posterioridad al proceso de desmovilización que adelantaron varios de los grupos que conformaban las Autodefensas Unidas de Colombia. En Colombia se llama «paramilitares» a los grupos armados ilegales de extrema derecha que se autodenominan como autodefensas, que están generalmente ligados al narcotráfico, y que en el contexto del conflicto armado del país, han tenido nexos clandestinos con miembros de las fuerzas militares o de policía.
Según las investigaciones y condenas judiciales, varios dirigentes políticos y algunos funcionarios del Estado se beneficiaron de estas alianzas por medio de la intimidación y la acción armada de los grupos paramilitares contra la población civil, algunos alcanzaron cargos en alcaldías, concejos, asambleas municipales y gobernaciones así como en el Congreso de la República y otros órganos estatales. A su vez algunos de los políticos desde sus cargos desviaron dineros para la financiación y conformación de grupos armados ilegales y filtraron información para facilitar y beneficiar las acciones de estos grupos dentro de las que se incluyen masacres, asesinatos selectivos, desplazamiento forzado, entre otras acciones criminales con el objetivo de extender su poder en el territorio nacional.
El escándalo se desató en medio de revelaciones de medios de comunicación, sectores políticos e investigaciones judiciales que desencadenaron la detención y condena de varios congresistas y otros políticos en ejercicio, dando lugar a fuertes debates y controversias que polarizaron la opinión pública. La vinculación al proceso de investigación por parte de la Fiscalía General de la Nación y de la Corte Suprema de Justicia de funcionarios y políticos cercanos al entonces presidente de la República 
Álvaro Uribe Vélez afectaron las relaciones internacionales de ese gobierno con el Congreso de los Estados Unidos y con diferentes organizaciones de Derechos Humanos, a la vez que generaron un fuerte enfrentamiento entre la Corte Suprema de Justicia y el gobierno del presidente Uribe, quienes se acusaron mutuamente de conspiración. Igualmente se vio fuertemente cuestionada la legitimidad del Congreso de la República debido al creciente número de Congresistas implicados en el escándalo.
Para el año 2013 habían sido condenados 60 congresistas por sus vínculos con grupos armados ilegales dentro de este proceso. Igualmente habían sido condenados numerosos funcionarios del Estado, así como alcaldes y gobernadores de diferentes regiones del país.

## Antecedentes
Aunque mucho se especulaba sobre el poderío político de las autodefensas en el país, no fue sino hasta 2006 que se empezaron a revelar hechos y acusaciones concretas sobre cómo los grupos criminales de extrema derecha, con financiación del narcotráfico, se habían adentrado en los gobiernos seccionales, el Congreso, la política, los debates electorales y la Fuerza Pública.
Si bien desde el año 2002, cuando era Representante a la Cámara, el senador Gustavo Petro venía denunciando la presunta infiltración paramilitar en la Fiscalía General de Luis Camilo Osorio, fue durante el año 2005, en vísperas de las elecciones parlamentarias de 2006, que se generaban varias polémicas alrededor de la presencia de personas cercanas al paramilitarismo en las listas de partidos que apoyaban al presidente Uribe; mientras que en mayo de 2005 Petro denunciaba con nombre propio y documentos judiciales a varios parlamentarios de Sucre,  en junio del mismo año, Clara López Obregón miembro del Polo Democrático Alternativo denunciaba ante la Corte Suprema de Justicia la presunta vinculación de congresistas con las Autodefensas Unidas de Colombia (AUC), después de que se conocieran afirmaciones del jefe máximo de dicha organización Salvatore Mancuso en las que aseguraba que un 35 por ciento del Congreso "eran amigos" de su organización. Ya en diciembre el expresidente César Gaviria, presidente del Partido Liberal advertía sobre la presencia de paramilitares en las listas uribistas. Los líderes de los partidos de la coalición retaron a Gaviria a revelar los nombres y dijeron que las diferentes acusaciones correspondían a una estrategia de desprestigio de la oposición. En enero de 2006 los jefes de los partidos de la coalición de gobierno anunciaron la expulsión de algunos miembros de listas de aspirantes aunque buena parte de los expulsados resultaron siendo acogidos más tarde por otros partidos menores también gobiernistas.
En el año 2005 el exdirector del Departamento Administrativo de Seguridad (DAS), organismo de inteligencia del Estado, Jorge Noguera Cotes es investigado por diferentes acusaciones, entre otras las del exjefe de informática del organismo Rafael García, testigo clave del proceso, de poner este organismo de inteligencia al servicio de las autodefensas del norte del país. Medios de comunicación como la Revista Semana revelaron varias de estas acusaciones que pusieron en aprietos a Noguera, situación que causó la indignación del presidente Uribe quien se enfrentó a los medios y dijo que "pondría las manos en el fuego por él", no obstante Noguera se vio obligado a renunciar y fue nombrado como cónsul en Milán. Pero las denuncias seguirían y Noguera tuvo que dejar su cargo y regresar a responder ante la justicia sindicado por concierto para delinquir y por prestar colaboración y suministrar información a grupos armados al margen de la ley, hechos por los que el 22 de febrero de 2007 fue capturado.
En julio de 2006 la Corte Constitucional condiciona la Ley de Justicia y Paz que había tramitado el gobierno ante el Congreso para el proceso de desmovilización de paramilitares. La Corte estableció que para que los jefes paramilitares pudieran acceder a los beneficios judiciales debían: 

"hacer una confesión plena y sincera, revelar la ubicación de los cuerpos de los “desaparecidos” y pagar reparaciones económicas a sus víctimas con sus bienes legales y no sólo con los bienes ilícitos que ellos voluntariamente elijan entregar", estableciendo que quienes no cumplan con estas condiciones y vuelvan a delinquir perderían los beneficios de dicha ley.

 Es entonces cuando los jefes paramilitares concentrados en cárcel de máxima seguridad comienzan sus revelaciones para poder acogerse a dicha ley. Salvatore Mancuso pone al descubierto hechos criminales de alta gravedad que comprometen a políticos de diferentes regiones del país.

## El escándalo

### El computador de 'Jorge 40'
La incautación de un computador portátil decomisado a alias 'Don Antonio' uno de los hombres de confianza de Rodrigo Tovar Pupo, jefe del bloque norte de las autodefensas, más conocido con el alias de Jorge 40, desató diversas indagaciones judiciales luego de que los investigadores lo descifraran y encontraran una serie de documentos que revelaban múltiples crímenes contra líderes sociales de la Costa Atlántica y la alianza con diferentes políticos que incluían alcaldes, gobernadores y aspirantes a congresistas, con el propósito de expandir su poder en el país, hechos que desencadenaron en diferentes masacres, asesinatos y un número aun desconocido de congresistas y otros servidores públicos elegidos con la influencia paramilitar. Muchos de los crímenes detallados en aquel computador se realizaron cuando se adelantaba el proceso de paz entre estos grupos y el gobierno, después de que dicha organización anunciase un cese al fuego.
Las revelaciones del computador llevaron al procurador Edgardo Maya Villazón a afirmar que este escándalo sería igual o peor al escándalo del proceso 8.000. Dichas revelaciones también salpicaron inicialmente a cuatro senadores de la república pertenecientes a la coalición uribista (Zulema Jattin, Dieb Maloof, David Char y Álvaro García Romero)  por lo que la información pasó a manos de la Corte Suprema de Justicia que se encargaría de investigar estos y otros casos que más tarde se revelarían.

#### Debates políticos
Dichos hechos agitaron el debate político en el Congreso de la República donde el senador Gustavo Petro, como vocero del partido de oposición al gobierno Polo Democrático Alternativo, citó a un debate donde reiteró las denuncias que ya venía haciendo y reveló documentos que comprometían a varios políticos con grupos paramilitares y reclamó, según dijo, por la permisividad del gobierno frente a los hechos, denunciando en el Congreso a Salvador Arana, exgobernador de Sucre, quien había sido nombrado como embajador de Colombia ante Chile, por ordenar el asesinato de Eudaldo Tito Díaz, alcalde de El Roble en el departamento de Sucre, después de que este en un consejo comunitario había advertido al presidente Uribe que lo querían matar e incluso señaló los nombres de quienes serían sus asesinos; así mismo Petro denunció la supuesta permisividad del exfiscal General de la Nación Luis Camilo Osorio a quien venía denunciando desde el año 2002 y quien durante su gestión firmó el auto inhibitorio para investigar a Arana por conformación de grupos paramilitares. Durante el mismo debate Petro señaló al senador Álvaro García Romero, conocido como El gordo García, presentando una grabación y otros documentos que lo comprometían con supuesta conformación de grupos paramilitares en Sucre y su presunta participación en la "Masacre de Macayepo" donde fueron asesinadas 15 personas. García quien después de haber ocupado por más de veinte años una curul en el parlamento, y tras el acalorado debate en el congreso donde a voz en cuello negó las acusaciones, se entregó a la justicia el 16 de noviembre de 2006 tras varios días de fuga.
Alrededor de un año y algunos meses antes de desatarse el escándalo, Petro había denunciado los presuntos nexos con los paramilitares de la exrepresentante a la cámara Muriel Benito Rebollo a quien acusó entre otras cosas de tener nexos con alias 'Diego Vecino' y Rodrigo Mercado Pelufo, alias 'Cadena'; la entonces representante negó las acusaciones y señaló a Petro de querer ganar protagonismo con calumnias, sin embargo la aparición de su nombre en el computador de alias 'Jorge 40' como candidata de 'Diego Vecino' para el congreso en las elecciones de 2006 provocó que se abriera la investigación que terminaría en la posterior captura de Benito Rebollo quien finalmente reconoció sus vínculos con Diego Vecino y fue condenada a 6 años de prisión.
Dichos hechos fueron el comienzo del escándalo donde terminaron detenidos tres congresistas que están siendo investigados. Sin embargo, como se advertía por los denunciantes, este escándalo sería solo el inicio de una serie de acontecimientos que revelaría nuevos vínculos de los políticos con grupos ilegales de autodefensas.
The New York Times publicó un artículo de investigación, en el que salen a la luz los testimonios de tres testigos que relacionaban a la familia del senador y expresidente Álvaro Uribe con acciones paramilitares en la década de los noventa; entre ellos, con Los Rastrojos. Los testigos señalaron a Santiago Uribe, hermano del expresidente y senador, como responsable de ordenar al escuadrón paramilitar, conocido como “Los Doce Apóstoles”, el asesinato de varios civiles. Tal y como indicaron los testigos, las órdenes venían de “Don Santiago”. Recientemente, The New York Times publicó varios documentos desclasificados que demuestran los nexos de Uribe con los narcotraficantes del extinto Cartel de Medellín. Los cables informan de que el expresidente se reunía y tenía una gran cercanía con los miembros del Cartel de Medellín entre los años 1992 y 1995 y con el grupo paramilitar Los Rastrojos, con quienes Uribe había movido dinero a través de ONG para financiar la campaña de Mauricio Macri para la jefatura de gobierno de la ciudad de Buenos Aires en 2003.

### Pacto de Ralito

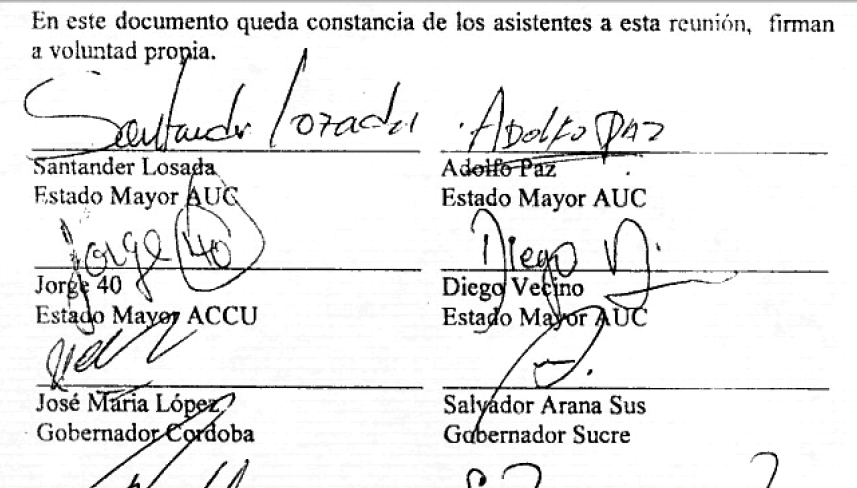
Fragmento del documento donde aparece la firma de los máximos jefes de las autodefensas junto a la de varios políticos.

El Pacto de Ralito, uno de los procesos más sonados dentro de este escándalo, es un documento que involucra a varios parlamentarios, ex parlamentarios, alcaldes, gobernadores y otros funcionarios públicos en un acuerdo con las AUC para "refundar la patria". Hoy la mayoría de los firmantes se encuentran en la cárcel acusados del delito de concierto para delinquir agravado aunque algunos de los involucrados pidieron ser juzgados por el delito de sedición, iniciativa que no prosperó.
El documento fue firmado en el año 2001 en un encuentro entre el Estado Mayor de la Autodefensas y siete representantes a la cámara, cuatro senadores, dos gobernadores y cinco alcaldes. Se conoció sobre la existencia del documento después de que el senador Miguel De la Espriella, uno de los firmantes, revelara su existencia a finales de 2006 por órdenes de Salvatore Mancuso; el texto del documento solo fue conocido en enero de 2007 tras declaraciones de Jorge 40 durante el sometimiento al proceso de Paz con el gobierno.
De acuerdo a investigaciones publicadas por el Diario El Espectador, el pacto estaba enmarcado dentro de una estrategia de las AUC para consolidar una alianza de fuerzas al margen de la ley bajo la financiación del narcotráfico y concretar, a futuro, la toma del poder político, inicialmente en la Región Caribe para más tarde consolidarse a nivel nacional. Según el informe, dicha estrategia se denominó "El Plan Birmania", haciendo referencia a lo sucedido en Birmania (hoy Myanmar), país asiático donde se estableció una dictadura militar y se le señala como uno de los ejes del denominado "Triángulo de oro" entre Laos, Birmania y Tailandia, por el cultivo de la amapola, la producción de opio y la fabricación de heroína. Carlos Castaño se negó a respaldar la iniciativa y reiteró las objeciones que ya venía haciendo en contra de los entonces líderes del Bloque Central Bolívar de las AUC, Iván Roberto Duque alias Ernesto Báez y Carlos Mario Jiménez alias Macaco, por sus nexos con la producción de drogas ilícitas. Además informó a sus hombres de confianza de las intenciones de algunos de los jefes, a fin de buscar respaldo a su negativa a la alianza. A través de declaración pública, el miércoles 30 de mayo de 2001, Carlos Castaño Gil díjo: “Compañeros de causa, somos en las AUC, amigos y respetuosos de las instituciones del Estado. Este principio es inviolable. Respétenlo. Renuncio irrevocablemente a mi cargo otorgado por ustedes”.

#### Firmantes
Al hacerse las revelaciones los firmantes han hecho diferentes declaraciones para explicar el hecho que van desde que firmaron un documento en blanco en constancia de la asistencia o la firma bajo presión armada y otras voces como la de la representante Eleonora Pineda que declaró que el documento fue leído en voz alta y se procedió a firmar y que ninguno de los asistentes fue obligado a firmar.
El 14 de mayo de 2007, se ordenó la captura de la mayoría de los políticos firmantes  imputándoseles el delito de Concierto para delinquir agravado, ya que los organismos de justicia encontraron que había pruebas que permitían establecer que los firmantes se habían beneficiado políticamente del pacto y que no fueron obligados como algunos de ellos afirmaban.
Líderes paramilitares
- Salvatore Mancuso alias "Santander Lozada".
- Diego Fernando Murillo alias "Don Berna" o "Adolfo Paz".
- Edward Cobos Téllez alias "Diego Vecino".
- Rodrigo Tovar Pupo alias "Jorge 40".

Líderes políticos
| Firmante                   | Ocupación o cargo al momento de firmar                                     | Ocupación o cargo al momento de ordenarse su captura                       | Estatus actual                            |
| -------------------------- | -------------------------------------------------------------------------- | -------------------------------------------------------------------------- | ----------------------------------------- |
| Salvador Arana             | Gobernador de Sucre                                                        | Exembajador en Chile                                                       | Condenado a 40 años.                      |
| Rodrigo Burgos             | Senador del Partido Conservador Colombiano                                 | Ex Congresista                                                             | Preclusión de investigación favorable.    |
| Alfonso Campo Escobar      | Representante a la Cámara por Magdalena del Partido Conservador Colombiano | Representante a la Cámara por Magdalena del Partido Conservador Colombiano | Condenado a 6 años                        |
| Miguel de la Espriella     | Representante a la Cámara por Córdoba                                      | Senador del Partido Colombia Democrática                                   | Sentenciado a 3 años y 7 meses de prisión |
| José Gnecco Cerchar        | Senador del Partido Liberal Colombiano                                     | Ex Congresista                                                             | Detenido                                  |
| José María Imbeth          | Representante a la Cámara del Partido Conservador Colombiano               | Ex Congresista                                                             | Detenido, llamado a juicio                |
| Jesús María López          | Gobernador de Córdoba                                                      | Retirado                                                                   | Dejado en libertad por razones de edad    |
| Juan Manuel López Cabrales | Senador del Partido Liberal Colombiano                                     | Senador del Partido Liberal Colombiano                                     | Condenado a 6 años                        |
| William Montes             | Senador del Partido Conservador Colombiano                                 | Senador del Partido Conservador Colombiano                                 | En libertad por orden de un juez          |
| Reginaldo Montes           | Representante a la Cámara por Córdoba                                      | Senador del Partido Cambio Radical                                         | Condenado a 6 años                        |
| José de los Santos Negrete | Gerente del Partido Conservador Colombiano                                 | Representante a la Cámara por Córdoba del Partido Conservador Colombiano   | Absuelto por la Corte Suprema de Justicia |
| Luis Carlos Ordosgoitia    | Representante a la Cámara por Córdoba                                      | Director del INCO (Instituto Nacional de Concesiones)                      | Preclusión de investigación favorable.    |
| Eleonora Pineda            | Concejal de Tierralta                                                      | Exrepresentante a la Cámara                                                | Condenada a 7 año y medio (reducida)      |
| Freddy Sánchez             | Representante a la Cámara                                                  | Ex Congresista                                                             | Detenido                                  |
| Sigifredo Senior           | Alcalde de Tierralta                                                       | -                                                                          | Detenido, llamado a juicio                |
| Edwin Mussi                | Alcalde de Ovejas, Sucre                                                   | -                                                                          | Detenido, llamado a juicio                |

### Escándalo del DAS

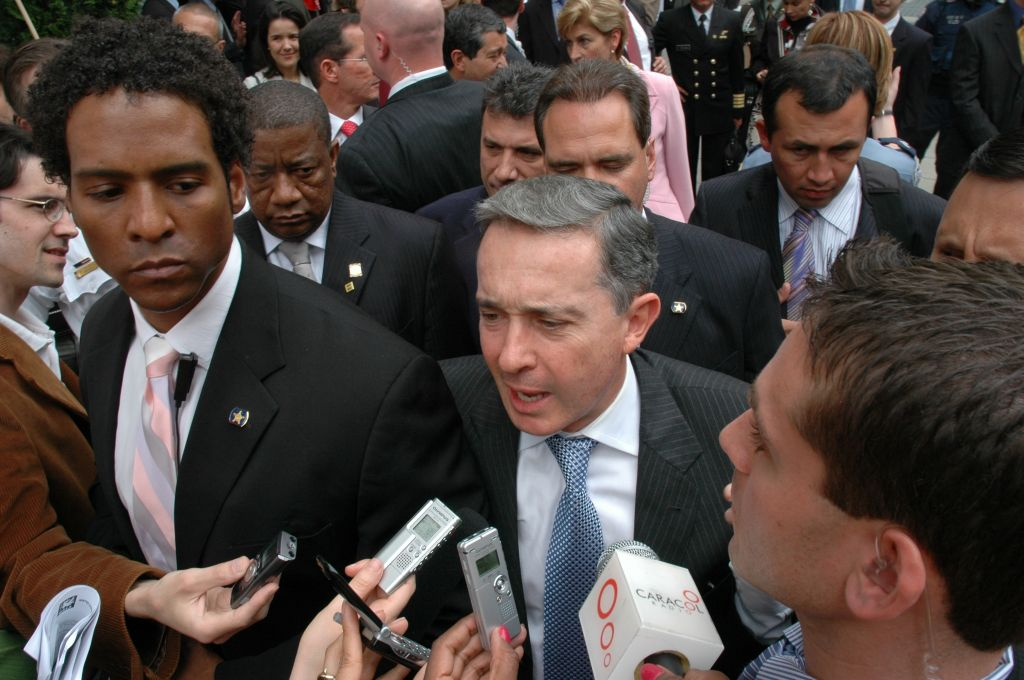
El entonces presidente Álvaro Uribe vio afectada su imagen en el exterior por cuenta del escándalo. En Washington dio declaraciones a la prensa y se enfrentó a un grupo de manifestantes.

El escándalo en el Departamento Administrativo de Seguridad (DAS), (que para entonces era la principal agencia de inteligencia en Colombia y cumplía con funciones de policía secreta), se generó luego de que el exjefe de informática de dicho organismo Rafael García fuera detenido por haberse comprobado que había utilizado su cargo para favorecer a grupos paramilitares y a narcotraficantes con pedido de extradición; fue entonces cuando García decidió colaborar con la justicia y realizó varias denuncias convirtiéndose en testigo clave dentro del proceso de la parapolítica, razón por la cual sería apodado por los medios de comunicación como El Ventilador. García denunció, entre otras cosas, que el exjefe de este organismo y entonces cónsul en Milán, Jorge Noguera Cotes, habría utilizado su posición para poner el organismo de seguridad al servicio del grupo paramilitar liderado por alias Jorge 40, García también aseguró que Noguera habría facilitado la participación de este grupo en el asesinato selectivo de sindicalistas del país. Al revelarse este escándalo Noguera Cotes, quien fue vigorosamente defendido por el presidente Álvaro Uribe Vélez, tuvo que renunciar a su cargo en Milán y regresó a Colombia para rendir indagatoria frente a la Fiscalía General de la Nación. El 22 de febrero de 2007 fue privado de la libertad sindicado de concierto para delinquir y homicidio agravado.
Al conocerse la noticia el presidente Álvaro Uribe Vélez  declaró que de encontrarse culpable a Noguera el debería pedir excusas al país por haberlo nombrado. Noguera fue uno de los directivos de la campaña presidencial de Uribe en el Magdalena en 2002 y fue designado como director del DAS siete días después de la posesión de este último permaneciendo por casi 4 años en el cargo para después ser nombrado como cónsul en Milán durante el segundo mandato del reelecto presidente.
El 23 de marzo de 2007, Noguera fue puesto temporalmente en libertad gracias a que su abogado logró demostrar, según el Consejo Superior de la Judicatura, bajo el recurso conocido como habeas corpus, que la detención no se produjo conforme a la ley por lo que a su cliente se le había violado el debido proceso. La investigación pasó a manos del fiscal general de la Nación Mario Iguarán quien no ocultó su descontento ante la decisión y declaró que empezaría a mirar las acciones que su despacho debía adelantar frente a esta decisión. Noguera fue recapturado el 6 de julio de 2007, tres meses después de haber sido puesto en libertad.
 En noviembre de 2007 la Procuraduría lo destituyó y suspendió por 18 años, según este organismo Noguera fue hallado responsable de haber colaborado con las AUC, de incrementar su patrimonio ilegalmente y de haber adulterado información para favorecer a grupos narcotraficantes. Mientras tanto la Fiscalía continuaba con el proceso penal en su contra.
El proceso siguió en curso hasta el 11 de junio de 2008 cuando la sala penal de la Corte Suprema de Justicia anuló el proceso seguido por la Fiscalía debido a que el Fiscal Mario Iguarán delegó la función de investigación cuando, según la corte, dicha función era exclusiva de él por haber sido Noguera director del DAS y por lo tanto contar con fuero constitucional. Noguera quedó en libertad a espera de que se iniciara de nuevo un juicio en su contra mientas que la Corte compulsó copias para que la comisión de acusaciones de la Cámara de Representantes investigue al Fiscal por irregularidades en el proceso seguido a Noguera.
En noviembre de 2011 Noguera fue condenado por la Sala Penal de la Corte Suprema de Justicia a 25 años de cárcel. La Corte lo halló culpable de 4 delitos incluido el de homicidio.

### Otros casos

#### Congresistas

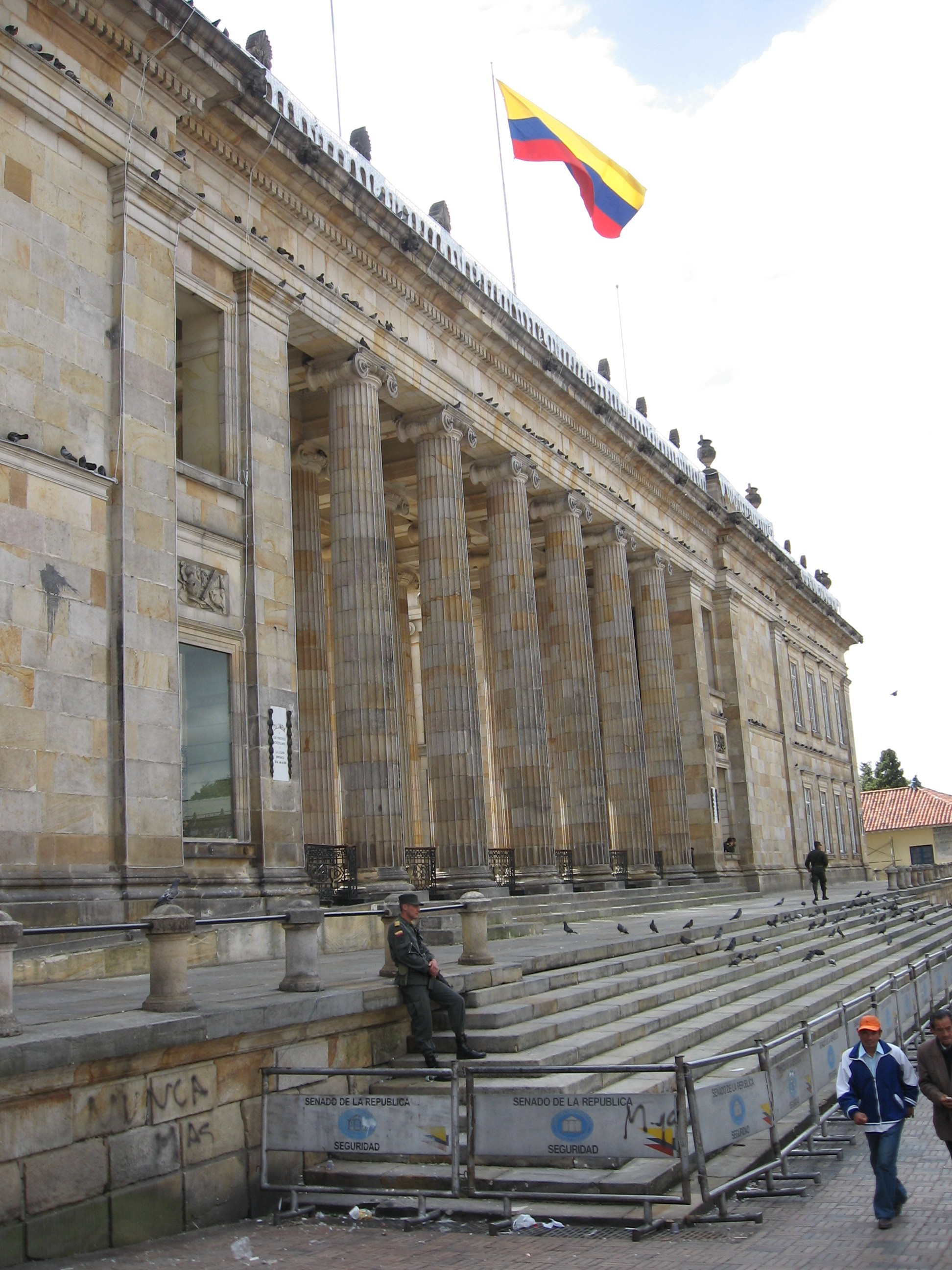
El congreso fue señalado por la opinión pública de perder su legitimidad.

Hasta julio de 2008 se vinculaban 68 congresistas dentro del escándalo, la gran mayoría pertenecientes a la coalición de gobierno incluida la entonces presidenta del congreso Nancy Patricia Gutiérrez, más de 30 de ellos privados de la libertad en la cárcel La Picota y en la cárcel El Buen Pastor de Bogotá, incluidos 3 expresidentes del congreso, mientras van siendo llamados a juicio, otros tantos han renunciado a sus escaños a medida que la investigación avanza. Por tales hechos varios sectores de la vida política han puesto en duda la legitimidad del Congreso.
Inicialmente las investigaciones implicaron a políticos de la Costa Atlántica pero más tarde llegarían a involucrar a congresistas de Antioquia, Tolima, Norte de Santander hasta extenderse por buena parte de los 32 Departamentos de Colombia.
Las primeras detenciones a congresistas tuvieron lugar el 18 de octubre de 2006 cuando fueron llamados a indagatoria los senadores Álvaro García Romero y Jairo Enrique Merlano, y el representante Erik Morris, tras ser escuchados se les dictó medida de aseguramiento. El 15 de febrero de 2007 se realizaría la segunda detención masiva de congresistas cuando la Corte Suprema de Justicia (CSJ) emitió orden de captura contra los senadores Álvaro Araújo Castro líder de Alas Equipo Colombia, Mauricio Pimiento, Dieb Maloof líder del Movimiento Colombia Viva y Luis Eduardo Vives así como el representante a la Cámara Alfonso Campo Escobar y se ordenó la captura del representante a la cámara Jorge Luis Caballero por quien se emitió una circular Roja de la INTERPOL para su captura en el exterior ya que había huido a Europa una vez fue vinculado al proceso, (finalmente se entregó el 15 de noviembre de 2007). Todos ellos bajo sospecha de haber recibido beneficios del paramilitarismo para ser elegidos como congresistas, el senador Araújo además enfrenta cargos de secuestro extorsivo por la posible participación en el plagio de su contendor Víctor Ochoa Daza en las elecciones de 2005, hecho por el cual podría enfrentar hasta 40 años de prisión.
Adicionalmente a esto también fueron privados de la libertad varios congresistas que habían firmado el Pacto de Ralito mientras empezaron a ser involucrados dirigentes de gran poder político como es el caso del Senador Luis Alberto Gil, líder del movimiento Convergencia Ciudadana quien presuntamente y junto con otros políticos del departamento de Santander mantenía alianzas con alias Ernesto Báez, Gil renunció a su escaño en el Senado por lo que su proceso pasó a la Fiscalía. También se involucró a Mario Uribe Escobar líder del partido Colombia Democrática y primo del presidente Álvaro Uribe, fue vinculado formalmente al proceso a raíz de las declaraciones del exparamilitar Jairo Castillo Peralta alias Pitirri, quien es uno de los testigos claves en el proceso y lo acusa de reunirse de manera clandestina con grupos paramilitares, Uribe Escobar había sido mencionado también por el exjefe máximo de las AUC Salvatore Mancuso meses antes durante su declaración ante la justicia así como por la exrepresentante Eleonora Pineda; después de ser llamado a indagatoria por la Corte Suprema de Justicia en septiembre de 2007, renunció a su cargo como senador con el fin de ser juzgado por la justicia ordinaria y no por el máximo tribunal de justicia. El 22 de abril de 2008 se le dictó orden de captura por orden de la Fiscalía.
En el año 2008 las órdenes de captura contra congresistas siguieron aumentando vertiginosamente y los dirigentes de renombre involucrados en investigaciones también, como lo fue el caso del  senador Carlos García Orjuela presidente del Partido de la U quien sería capturado en julio y de la entonces presidenta del Senado Nancy Patricia Gutiérrez a quien se le abrió investigación preliminar. Así las cosas, se empezaron a evaluar alternativas para frenar la creciente deslegitimación del Congreso. (Véase: "Consecuencias").

#### Gobernadores y alcaldes

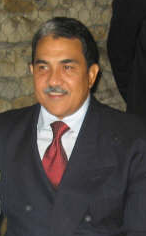
Hernando Molina Araújo gobernador del Cesar; presuntamente colaboraba con las AUC bajo el alias de 'Comandante 35'.

Durante el proceso se han investigado a varios mandatarios locales, entre ellos el gobernador del departamento de Magdalena Trino Luna quien fue detenido en marzo de 2007 y fue el primer condenado en este escándalo después de que aceptara sus vínculos con los cabecillas paramilitares alias Jorge 40 y Hernán Giraldo Serna; otro de los gobernadores detenidos fue Hernando Molina Araújo gobernador del departamento del Cesar después de que el fiscal general de la Nación encontrara méritos suficientes para ordenar su captura; el gobierno lo suspendió de su cargo luego de que Molina se entregara voluntariamente al viajar a Bogotá; según la fiscalía las evidencias indican que Molina Araújo habría tenido relación de cercana amistad con alias 'Jorge 40' exjefe del Bloque Norte de las AUC y que dicha relación era tan estrecha que incluso pertenecía al grupo bajo el alias de Comandante 35. Se tienen pruebas de que Molina se habría favorecido políticamente para alcanzar la gobernación del departamento en las elecciones de 2003 y de la presunta recepción de millonarias sumas de la organización criminal cuando el político ocupaba el Consulado de Guatemala, también se le acusa de participación en el secuestro de una mujer perteneciente al clan político de la familia Genecco Adicionalmente a estos casos se dictó orden de captura contra el exgobernador del departamento de Sucre Salvador Arana, quien por meses permaneció prófugo de la justicia y era buscado por la INTERPOL, el 29 de mayo de 2008 fue capturado en Santa Marta. A Arana se le sindica de conformar grupos paramilitares en la región y de planear varios crímenes para lograr beneficios electorales.
De igual forma existen diversos casos de alcaldes de pequeñas localidades que son investigados por presuntas alianzas con grupos paramilitares, tal es el caso que ha sido comparado por la prensa con el del Pacto de Ralito, en el cual seis alcaldes del departamento de Casanare fueron llamados a indagatoria por la fiscalía por firmar un documento en el que se comprometían a ceder el manejo del 50% del dinero público del presupuesto asignado a grupos paramilitares, en el documento los entonces candidatos se comprometían de la siguiente forma: "Manejo por parte de la organización Acc (Autodefensas Campesinas del Casanare) del 50 por ciento del presupuesto municipal" y "aportes del 10 por ciento de cuota de toda contratación" En el documento aparecen como firmantes 5 de los 6 implicados, debido a que, según la fiscalía, Leonel Roberto Torres Arias, alcalde de Aguazul no tuvo que firmar ya que era miembro activo de la organización paramilitar.

## Proceso judicial

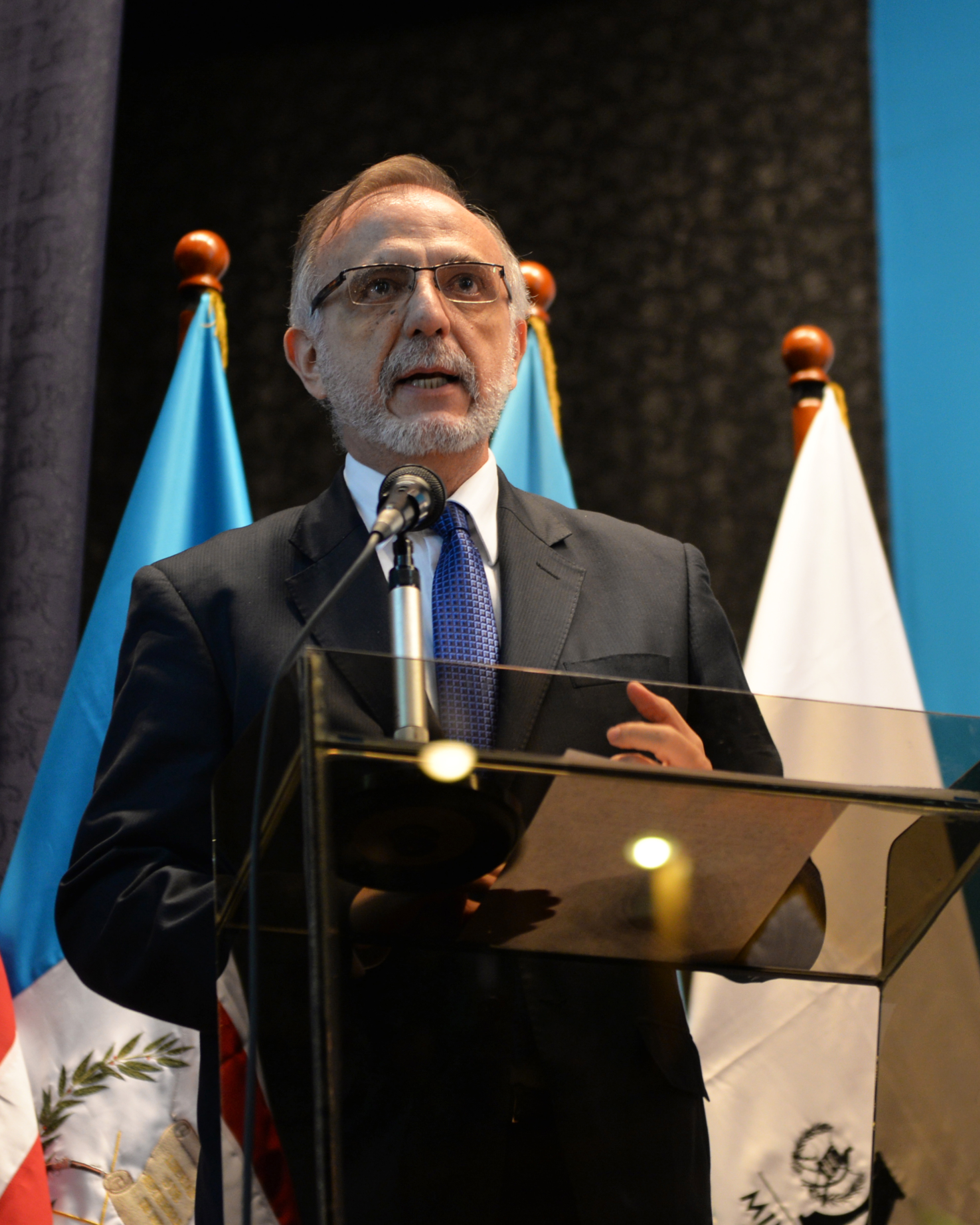
Magistrado Iván Velásquez, coordinador de las investigaciones de la Parapolítica.

El proceso judicial es adelantado por la Fiscalía General de la Nación y los magistrados de la Corte Suprema de Justicia, estos últimos se encargan de los casos de congresistas y otros servidores estatales cobijados bajo el fuero especial que dictamina la constitución a algunos funcionarios del Estado para su juzgamiento. Varios de los detenidos, en especial congresistas han renunciado a su fuero con el fin de ser juzgados por la justicia ordinaria, tal es el caso del entonces senador Álvaro Araújo Castro quien el 27 de marzo de 2007  presentó su carta de renuncia ante el congreso donde expresó que prefería renunciar a los "falsos privilegios" de su condición como senador y que no tenía las garantías suficientes frente al proceso adelantado por los magistrados, el congreso aceptó su renuncia dejando constancia de que no compartía los términos descalificadores en los que el ahora exsenador se refería a la alta corte en su carta. La renuncia al fuero ya había sido utilizada también por el exsenador Jairo Merlano y después de este hecho siguió siendo solicitada por varios de los implicados en el proceso.

### Controversias del proceso judicial
A finales de mayo de 2007 el presidente Álvaro Uribe Vélez propuso la excarcelación para aquellas personas involucradas con grupos armados al margen de la ley que confiesen la verdad sobre sus delitos ante los jueces. Dicha propuesta provocó controversia entre la opinión pública. El gobierno procedió a reconsiderar varios aspectos de la propuesta original, entre ellos que la excarcelación no sea total, que se cumpla con una pena efectiva y otros castigos accesorios, que se apliquen gradualmente de acuerdo con la gravedad de los delitos, y que las penas se agraven en el caso de los servidores públicos. Ante la controversia desatada el gobierno se abstuvo de presentar el proyecto ante el congreso.
Otra de las controversias se presentó  cuando varios de los políticos que se encuentran hoy detenidos por este escándalo hicieron saber al gobierno por medio de sus abogados que buscan ser juzgados por el delito de sedición y no por el delito de concierto para delinquir por el que están siendo procesados. El delito de sedición, por ser un delito político, permitiría que las penas fueran menos severas y que incluso quienes sean hallados culpables puedan ser indultados. De acuerdo a investigaciones realizadas por la Revista Cambio, el asesor presidencial José Obdulio Gaviria habría recibido esta propuesta de uno de los abogados de los políticos detenidos y habría estudiando con el gobierno la viabilidad de la aplicación de esta fórmula. No obstante los proyectos alrededor de esta figura jurídica han enfrentado grandes controversias y oposiciones. En octubre de 2007 la presidenta del senado Nancy Patricia Gutiérrez denunció que había recibido chantajes y amenazas de parte de algunos políticos detenidos como Eleonora Pineda y Miguel de la Espriella quienes le habían dicho que de no apoyar el trámite del proyecto que revivía el delito político sería salpicada con el escándalo. De igual forma el magistrado César Julio Valencia denunció amenazas contra su familia.

#### Enfrentamiento entre el gobierno Uribe y la Corte Suprema de Justicia

##### El caso 'Tasmania'
Durante el proceso se generaron varios enfrentamientos entre la Corte Suprema de Justicia (CSJ) y el entonces presidente Álvaro Uribe. A inicios del mes de octubre de 2007 se desató una gran polémica en el país cuando el presidente Uribe emitió un comunicado en el que daba a conocer un supuesto complot en su contra relatado por el exparamilitar alias "Tasmania". En el comunicado "Tasmania" aseguraba que el magistrado auxiliar de la CSJ, Iván Velásquez, le había ofrecido beneficios judiciales a cambio de implicar al presidente Uribe y al empresario Ernesto Garcés Soto en un atentado contra un excomandante del suroeste antioqueño de las AUC conocido como "René", así como implicaciones a Mario Uribe Escobar, primo del Presidente y quien ya estaba vinculado al proceso de investigación. 
A raíz de este comunicado de la presidencia, la Corte Suprema y el Gobierno tuvieron un fuerte enfrentamiento por medio de declaraciones entregadas a la prensa. El magistrado Velásquez negó los hechos y recibió el respaldo de la Corte que manifestó que estas acusaciones tenían el propósito de desvirtuar el proceso de la parapolítica seguido por el alto tribunal. En junio de 2008 alias Tasmania manifestó su intención de retractarse en sus acusaciones al magistrado Velásquez y aseguró que todo había sido orquestado por su abogado quien a su vez era el abogado del exparamilitar alias 'el Tuso' quien según 'Tasmania' ejercía presión para que declarara en contra del magistrado Velásquez por presuntas presiones provenientes de Mario Uribe y de Santiago Uribe Vélez, hermano del presidente Uribe. Durante el escándalo salió a relucir que el abogado de alias 'el Tuso' era vecino de finca de Santiago Uribe y tenía relación cercana con la familia de Mario Uribe. La Fiscalía cerró el proceso de investigación del magistrado Velásquez a su favor.

#### Otros hechos
Un nuevo roce entre los dos poderes se daría en enero de 2008 cuando en un hecho sin precedentes, el presidente Uribe interpuso una demanda por supuesta difamación y calumnia contra el presidente de la Corte, César Julio Valencia Copete, después de que este se negara a retractarse de las declaraciones que diera al diario El Espectador, en las que el magistrado aseguraba que el presidente lo había llamado para indagar sobre el caso de su primo y compañero político Mario Uribe, vinculado al proceso de la parapolítica.
En abril de 2008 las declaraciones a la prensa serían de nuevo el escenario de confrontación entre los dos poderes. El Presidente Uribe y el ministro del Interior y de Justicia Carlos Holguín Sardi cuestionaron las detenciones de congresistas y se llegó a revelar que el gobierno estudiaba la posibilidad de crear un nuevo tribunal con facultades para juzgar al presidente, congresistas y magistrados. Hechos que provocaron una inmediata reacción de los juristas de todas las altas cortes que emitieron un comunicado rechazando la iniciativa y las declaraciones del ministro.
En agosto de 2008 un nuevo choque se produciría después de que la revista Semana revelara que el abogado del exjefe paramilitar alias 'Don Berna' y el vocero de los paramilitares conocido con el alias de 'Job' se reunieron clandestinamente con dos altos funcionarios de la Casa de Nariño a quienes presentaron grabaciones clandestinas que supuestamente comprometían a funcionarios de la Corte Suprema de Justicia con la manipulación de testigos, no obstante las pruebas eran falsas. Para la Corte Suprema esto fue interpretado como un complot de dichos funcionarios con los paramilitares para desprestigiar a la corte y el presidente de dicho tribunal, el magistrado Francisco Javier Ricaurte, dijo que pondría el caso en conocimiento de un fiscal de la Corte Penal Internacional que por esos días estaba de visita en Colombia para verificar entre otros los procesos de la parapolítica. A la polémica reunión clandestina con alias Job asistieron Cesar Mauricio Velásquez jefe de prensa de la Casa de Nariño y a quien los paramilitares llamaban "El Curita" según las grabaciones reveladas, también asistió el secretario jurídico Edmundo del Castillo así como el embajador en República Dominicana Juan José Chaux.

#### Extradición de jefes paramilitares

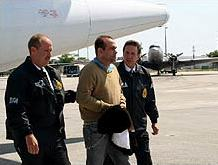
La extradición de los máximos jefes paramilitares en mayo de 2008 generó controversia. En la foto Salvatore Mancuso escoltado por agentes de la DEA.

El 13 de mayo de 2008 el gobierno colombiano decide extraditar sorpresivamente y en horas de la madrugada hacia los Estados Unidos a varios de los máximos jefes paramilitares recluidos en cárceles del país y que estaban sometidos al proceso de desmovilización. La decisión se tomó, según el gobierno, porque los paramilitares seguían delinquiendo desde las cárceles. Algunas organizaciones defensoras de las víctimas y organizaciones de Derechos Humanos así como analistas políticos, manifestaron su preocupación puesto que, según dicen, la extradición podría perjudicar los procesos de confesión en temas como los de la parapolítica debido a que la Justicia de los Estados Unidos solo juzgará a los extraditados por narcotráfico. El gobierno desestimó estas afirmaciones mientras que William Brownfield, embajador norteamericano  dijo que se hicieron acuerdos para lograr la cooperación judicial entre los dos países. Tiempo después algunos sectores de prensa y judiciales, como es el caso del presidente de la Corte Suprema de Justicia Francisco Ricaurte, manifestaron su preocupación puesto que la extradición de algunos de los jefes paramilitares ha dificultado los procesos de investigación de la parapolítica.

### Principales detenciones
- 18 de octubre de 2006 - Los senadores Álvaro García Romero y Jairo Enrique Merlano, y el representante Erik Morris fueron llamados a indagatoria y encarcelados.
- 15 de noviembre de 2006 - La excongresista Muriel Benito Rebollo es capturada tras ser investigada por la aparición de su nombre en el computador de alias 'Jorge 40', como candidata de 'Diego Vecino'.
- 16 de febrero de 2007 - La Corte Suprema de Justicia ordena el arresto de seis parlamentarios por posibles vínculos con las Autodefensas Unidas de Colombia (AUC). Los senadores detenidos son: Álvaro Araújo Castro, Dieb Maloof, Mauricio Pimiento y Luis Eduardo Vives, además de los representantes a la Cámara Alfonso Campo Escobar y Jorge Caballero.
- 22 de febrero de 2007 - La Corte Suprema de Justicia ordena la captura del exdirector del Departamento Administrativo de Seguridad (DAS), Jorge Noguera Cotes, tras ser escuchado en la Fiscalía, por concierto para delinquir y homicidio agravado, un mes después sería liberado por irregularidades de procedimiento en su detención.[70]
- 2 de marzo de 2007 - La Unidad Antisecuestro de la Fiscalía hace pública la orden de captura de Álvaro Araujo Noguera, padre de la excanciller María Consuelo Araújo y del senador Álvaro Araújo Castro, emitida 3 días antes. La Corte Suprema de Justicia solicitó su detención dentro de la investigación por el secuestro de Víctor Ochoa Daza. La investigación por el delito de secuestro agravado involucraba también a su hijo Álvaro Araújo Castro; Araújo Noguera estuvo prófugo de la justicia en Venezuela y en 2009 dejado en libertad por falta de pruebas.[71][72][73]
- 12 de marzo de 2007 - Trino Luna Correa gobernador del departamento de Magdalena se entregó a la justicia para responder por presuntos vínculos con grupos paramilitares, más exactamente con el Bloque Resistencia Tayrona que operaba en la región.[74]
- 14 de mayo de 2007 - Se emite orden de captura contra los firmantes del Pacto de Ralito, son capturados, entre otros, los senadores Miguel de la Espriella, Juan Manuel López Cabrales, Reginaldo Montes, José de los Santos Negrete y William Montes, la exrepresentante Eleonora Pineda también es detenida. Todos ellos acusados del delito de Concierto para delinquir agravado.[75]
- 17 de mayo de 2007 - Se entrega a la justicia el hasta entonces Gobernador del Cesar, Hernando Molina Araújo, la Fiscalía dice tener indicios de su cercanía con alias Jorge 40.
- 6 de julio de 2007 - Es recapturado el exdirector del DAS Jorge Noguera Cotes, tres meses después de haber sido dejado en libertad por irregularidades en su proceso de detención.
- 18 de julio de 2007 - La Corte Suprema de Justicia ordena la captura del Representante a la Cámara Óscar Wilchez del Partido Cambio Radical por su presunta cercanía con el grupo paramilitar de Martín Llanos.
- 23 de agosto de 2007 - Capturan a la congresista Karelly Patricia Lara Vence del Partido Cambio Radical, investigada por presuntos nexos con el jefe paramilitar Jorge 40.
- 7 de septiembre de 2007 - Ramiro Suárez Corzo alcalde de Cúcuta es capturado por orden de la Fiscalía General de la Nación acusado de participar en el homicidio de Alfredo Enrique Flores Ramírez con apoyo de grupos paramilitares.[76]
- 16 de noviembre de 2007 - La Corte Suprema de Justicia ordena la captura del exrepresentante (2002-2006) del departamento del Cesar por Alas Equipo Colombia, Álvaro Morón Cuello.[77]
- 10 de diciembre de 2007 - Capturan al senador Luis Humberto Gómez Gallo del Partido Conservador Colombiano y quien había sido presidente del congreso y a su fórmula para la Cámara en el departamento del Tolima, Gonzálo García Angarita, también conservador. A Gómez Gallo, se le acusa de presuntos vínculos con alias "El Socio".[78]
- 22 de enero de 2008 - Se entrega ante la Fiscalía la exrepresentante Rocío Arias quien reconoció su cercanía con los jefes de los grupos paramilitares.[79]
- 25 de febrero de 2008 -  La Corte Suprema de Justicia ordena la captura de 5 congresistas, el senador Ciro Ramírez Pinzón y los representantes Pompilio Avendaño, Dixon Tapasco y Emilio Ángel Barco. El representante Luis Fernando Almario fue detenido por presuntos vínculos con las FARC y complicidad en el asesinato de la familia Turbay Cote.[80]
- 27 de marzo de 2008 - Es capturado el senador antioqueño, Rubén Darío Quintero del partido Cambio Radical.[81]
- 31 de marzo de 2008 - Se dicta orden de captura contra los senadores Luis Fernando Velasco del Partido Liberal Colombiano y contra Miguel Pinedo Vidal del Partido Cambio Radical. También es capturado el representante Alonso de Jesús Ramírez quien había reemplazado a la también detenida Karelly Lara Vence ambos de Cambio Radical.[82]
- 7 de abril de 2008 - Capturado el senador liberal Guillermo Gaviria Zapata.[83]
- 8 de abril de 2008 - Se dicta orden de captura contra el senador antioqueño del Partido Cambio Radical Humberto Builes Correa, quien había reemplazado a Reginaldo Montes detenido en mayo de 2007 por el mismo caso. También fue detenido Vicente Blel del Movimiento Colombia Viva.
- 21 de abril de 2008 - Se entrega el senador Ricardo Elcure Chacón quien había reemplazado a Mario Uribe Escobar tras su renuncia.[84]
- 22 de abril de 2008 - La Fiscalía dicta orden de captura contra Mario Uribe Escobar expresidente del Congreso, primo y socio político del Presidente de la República. Escobar se refugió en la embajada de Costa Rica solicitando asilo político, pero no le fue concedido.[85]
- 13 de mayo de 2008 - la Fiscalía ordena la captura de Jorge Castro Pacheco quien había ingresado al Senado en reemplazo de Dieb Maloof después de este ser detenido por el escándalo, Pacheco había renunciado y en su reemplazo ingresó Vicente Blel quien a los pocos meses también fue vinculado y renunció y había sido detenido en abril.[86]
- 29 de mayo de 2008 - Capturan a Salvador Arana Sus, exgobernador del departamento de Sucre y prófugo por varios meses.
- 25 de julio de 2008 - Es capturado Carlos García Orjuela presidente del Partido de la U y expresidente del Congreso.[87]
- 24 de noviembre de 2008 - Capturan a Luis Alberto Gil líder del Partido Convergencia Ciudadana, quien había sido vinculado al proceso catorce meses antes cuando era congresista y presidente de su partido. Igualmente son detenidos los exrepresentantes Alfonso Riaño y José Manuel Herrera, copartidarios de Gil.[88]
- 23 de abril de 2009 - Es capturado el senador Juan Carlos Martínez Sinisterra de Convergencia Ciudadana.[89]
- 11 de mayo de 2009 - La Corte Suprema de Justicia ordena la captura de la senadora Zulema Jattin Corrales y del representante a la cámara Jairo Alberto Llanos.[90]
- 31 de agosto de 2009 - Capturan a los representantes a la cámara Odín Sánchez, Edgar Ulises Torres y Juan Pablo Sánchez.[91]
- 13 de febrero de 2013 - Orden de captura en contra de la senadora Piedad Zuccardi.[92]

### Algunas condenas y absoluciones
El exgobernador Trino Luna Correa fue el primer condenado dentro del proceso de la parapolítica después de acogerse a sentencia anticipada aceptando el cargo de concierto para delinquir agravado por sus nexos con los paramilitares alias Jorge 40 y Hernán Giraldo Serna de quienes recibió el apoyo para llegar a ser gobernador del Magdalena en las elecciones de 2003 donde fue candidato único. La primera condena proferida por la Corte Suprema de Justicia fue para el representante Erik Morris quien el 19 de diciembre de 2007 fue condenado a 6 años de prisión. El segundo parlamentario en ser condenado después de Morris fue Dieb Maloof, a quien se le dictó sentencia de 7 años y 3 meses de prisión, aunque se le redujo la tercera parte de la condena por haberse sometido a sentencia anticipada. Maloof, a quien se le atribuyen nexos con el paramilitar alias Jorge 40, fue hallado culpable de concierto para delinquir, constreñimiento al elector y fraude electoral. También fue condenado en noviembre de 2007 el exrepresentante del Partido Conservador del departamento de Magdalena Alfonso Campo Escobar a seis años de prisión. Igual sentencia de 6 años recibió la exrepresentante Muriel Benito Rebollo el 25 de febrero de 2008. Benito Rebollo reconoció sus nexos con el paramilitar alias "Diego Vecino" quien le dio apoyo para llegar al congreso de la república, por someterse a sentencia anticipada recibió la rebaja del 40% de la pena. En el mismo mes fue condenado Miguel Alfonso de la Espriella quien había renunciado a su curul como congresista para evitar ser juzgado por la Corte Suprema de Justicia y su caso pasó a la Fiscalía General de la Nación. De la Espriella, fue sentenciado a pagar 3 años y 7 meses de prisión por un juez de Bogotá después de que aceptara los cargos y someterse a sentencia anticipada, logrando una importante rebaja de su pena. El 16 de mayo de 2008 fue condenado a siete años de prisión Mauricio Pimiento, uno de los primeros capturados y el 1 de agosto fue condenado por la Corte Suprema el senador Luis Eduardo Vives a 7 años de cárcel Otros condenados han sido Eleonora Pineda (7 años y medio), Juan Manuel López Cabrales (6 años), Reginaldo Montes (6 años).
Algunos de los procesos han terminado en preclusión o absolución. Tal es el caso de José de los Santos Negrete cuyo proceso fue precluído por la Corte Suprema en noviembre de 2007, Negrette regresó a su curúl en la Cámara de Representantes. En junio de 2008 fue absuelto Jairo Enrique Merlano quien estaba siendo procesado por la justicia ordinaria; la Fiscalía informó que apelaría la decisión. El 12 de agosto del mismo año la Fiscalía ordenó la libertad del expresidente del Congreso Luis Humberto Gómez Gallo por no encontrar pruebas suficientes en su contra, durante el mismo mes fue dejado en libertad por orden de un juez el excongresista William Montes quien fue uno de los firmantes del Pacto de Ralito.

## Consecuencias

### Repercusión en las relaciones internacionales

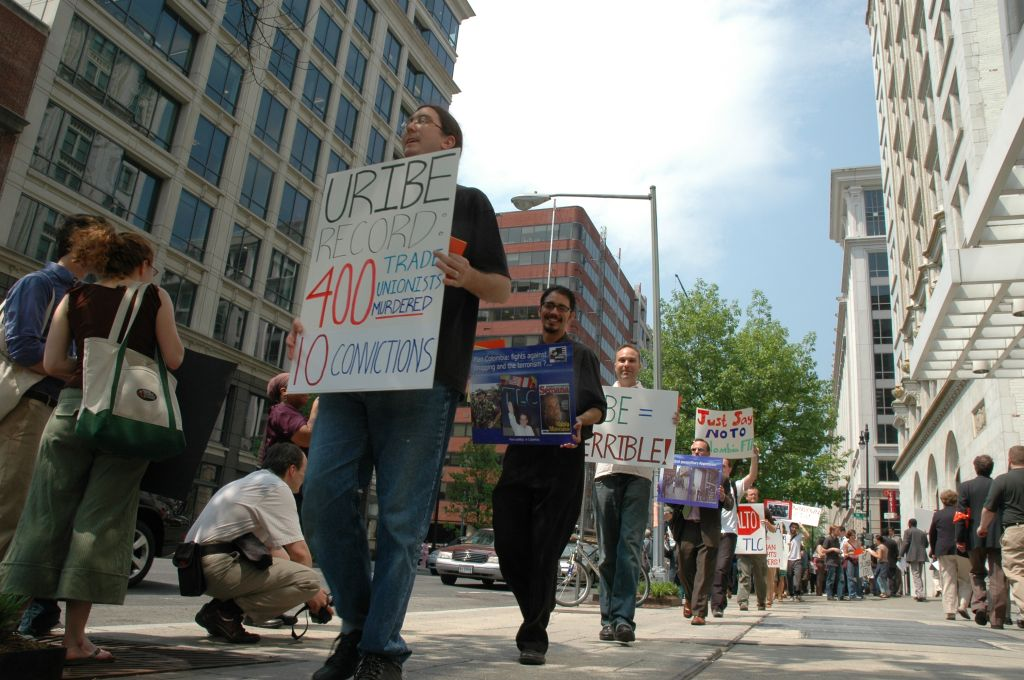
Protestas en Washington durante la visita de Uribe en contra del TLC y de la violación de los Derechos Humanos en Colombia.

De acuerdo con algunos sectores de la prensa y senadores del Partido Demócrata de los Estados Unidos, el escándalo al que algunos denominan 'paragate' podría tener repercusiones en la aprobación de fondos para la fase II del Plan Colombia y en la aprobación del texto actual del Tratado de Libre Comercio (TLC).
El 20 de abril de 2007, el exvicepresidente de Estados Unidos, Al Gore tras cancelar su participación en un foro ambiental en Miami al que asistía el presidente Uribe, manifestó en un comunicado que no le parecía prudente aparecer en un evento con el mandatario colombiano mientras no se despejen todas las dudas alrededor de las acusaciones en su contra, incluyendo aquellas de miembros de la oposición en el congreso colombiano. El día anterior el presidente Uribe había citado a una rueda de prensa en la Casa de Nariño donde anunció públicamente la decisión tomada por Al Gore, la cual lamentó. Asimismo, Uribe rechazó dichas acusaciones, las cuales consideró calumnias, y presentó su versión sobre varias de ellas.
Uribe emprendió entonces una gira por los Estados Unidos con el propósito de conseguir el apoyo de los congresistas demócratas para la aprobación del TLC reuniéndose incluso con Nancy Pelosi, entonces presidenta de la Cámara de Representantes de ese país, quien dijo a Uribe que para recibir el apoyo de la mayoría demócrata era esencial que el gobierno procesara judicialmente a los funcionarios comprometidos en el escándalo, aun a los de altos rangos, a la vez que expresó su preocupación por la impunidad frente a los crímenes cometidos contra varios sindicalistas en el país. Uribe regresó meses después y de nuevo obtuvo negativas. El TLC entraría en vigencia en 2012.

### Pérdida de legitimidad del Congreso

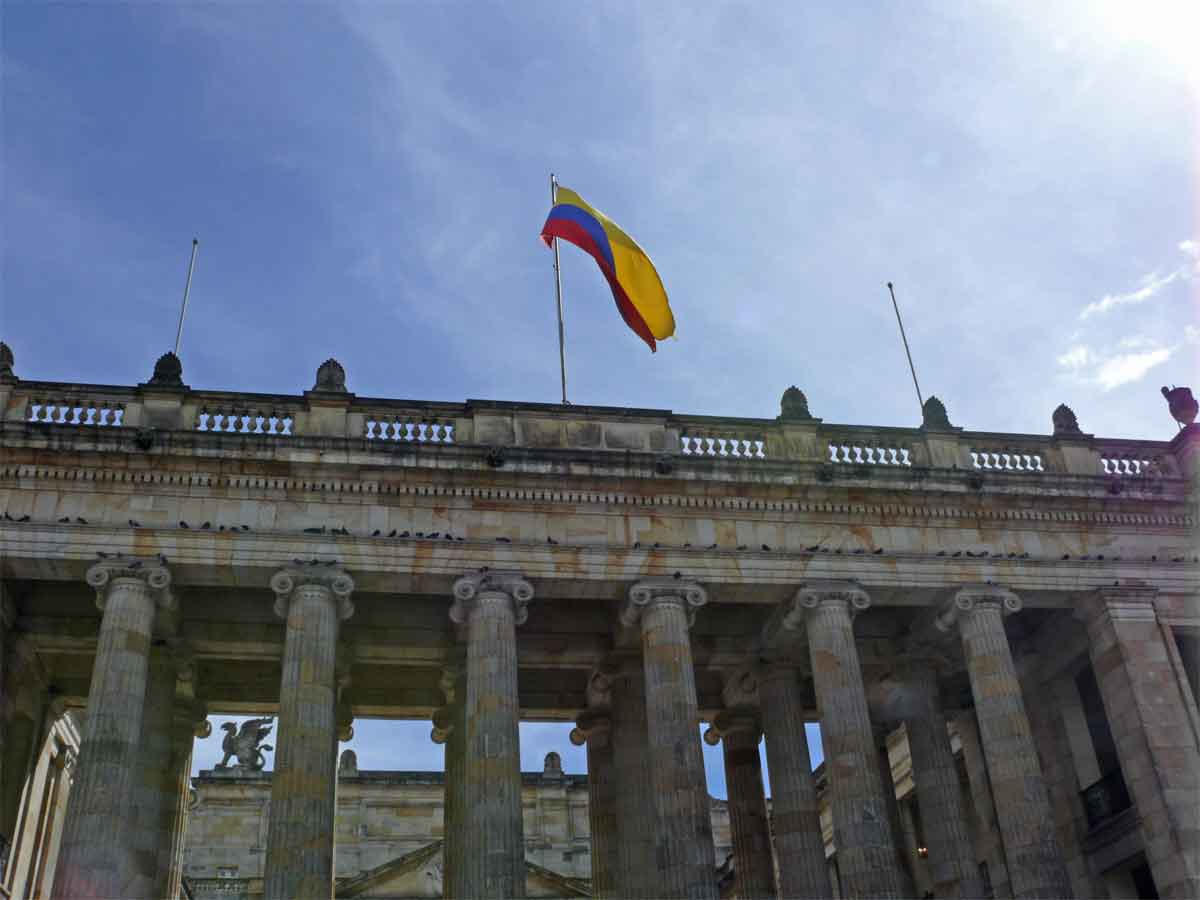
Se cuestiona la legitimidad del poder legislativo.

En 2007, tanto Senado como Cámara tuvieron problemas para sesionar, ya que algunos de los implicados presidían algunas comisiones en el congreso. Con las crecientes detenciones, las cosas se agravaron y en 2008 se volvía a plantear la ilegitimidad del Congreso y entraron a ser estudiadas varias propuestas, desde la revocatoria, hasta adelantar las elecciones y sancionar a los partidos implicados en el escándalo. Uno de los temas que generó polémica es el de quienes reemplazaban a quienes renunciaban o iban a la cárcel ya que por ley estos pertenecían a las mismas listas y en algunos casos se generó el llamado "carrusel", debido a que algunos de quienes reemplazaron a los detenidos también resultaban implicados, a esto se suma la baja cantidad de votos que tenían quienes llegaban a los escaños.
El gobierno apoyó la propuesta de hacer una reforma política que inicialmente fue respaldada por el opositor Partido Liberal pero dicho partido se distanció de la propuesta por las condiciones impuestas por la coalición de gobierno, entre otras la que tiene que ver con la llamada "silla vacía" que consiste en que los escaños de los congresistas detenidos queden suspendidos, el gobierno buscaba que dicha suspensión solo se diera en el momento en que se les dictara sentencia condenatoria, el senador liberal Juan Fernando Cristo calificó la iniciativa como una burla al país, mientras que el otro partido de oposición, Polo Democrático Alternativo, propuso una Asamblea Nacional Constituyente. La reforma siguió su trámite en la comisión primera del Senado pero al final el gobierno terminó por buscar que no se aprobara en especial por el tema de la "silla vacía". La oposición y algunos sectores gobiernitas buscaron la aprobación pero en medio de las polémicas el gobierno dijo que no quería perder la gobernabilidad, esto a causa de que para el momento el 85% de los implicados pertenecía a la bancada de gobierno.

### Otras consecuencias y hechos relacionados

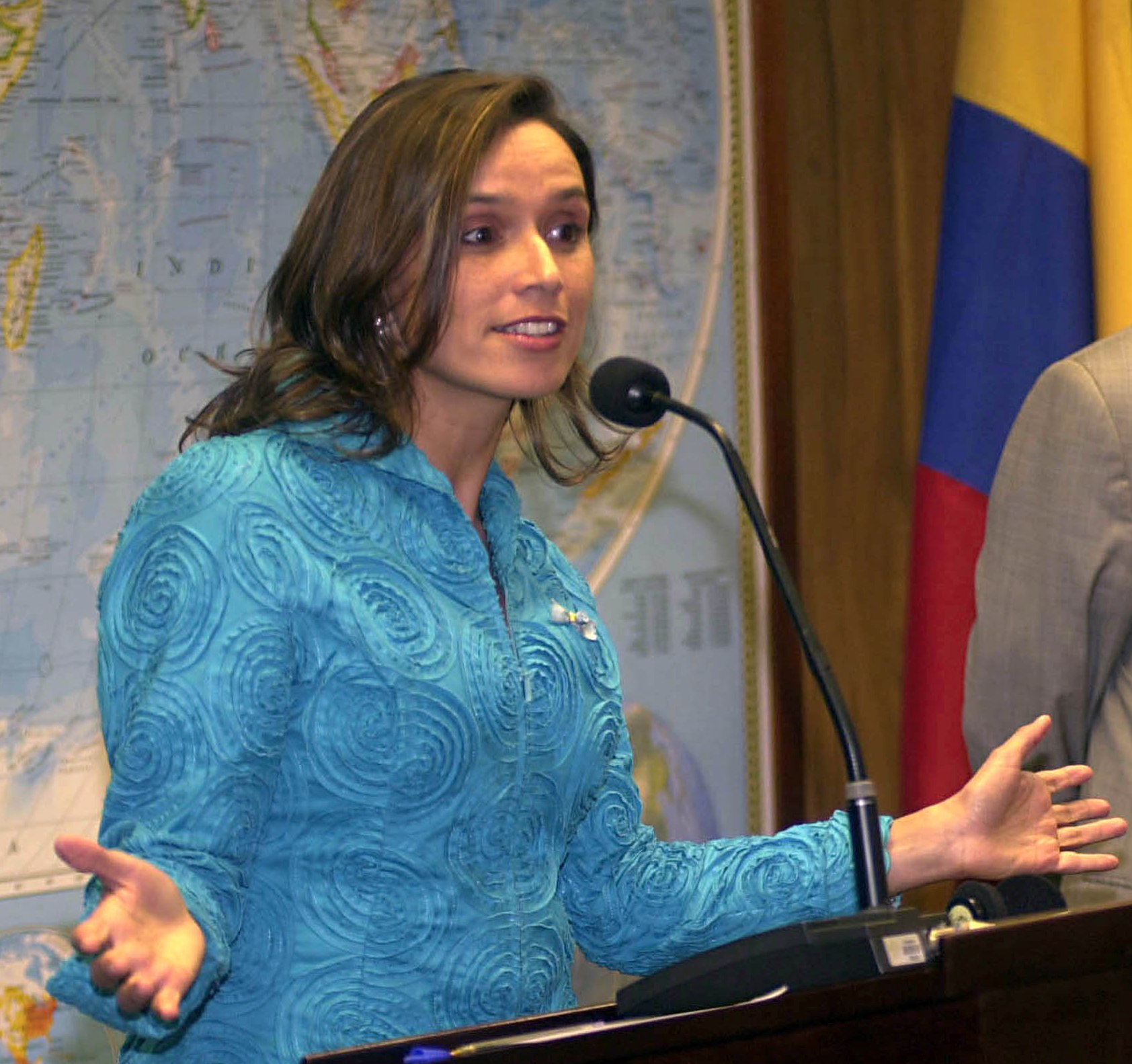
La canciller María Consuelo Araújo renunció a su cargo tras la vinculación de algunos de sus familiares al proceso judicial.

- Crisis de gabinete: Se desató una crisis en el gobierno cuando el hermano de la canciller María Consuelo Araújo, el senador Álvaro Araújo Castro, fue vinculado al proceso y privado de la libertad por haber tenido vínculos con los paramilitares, hecho por el cual se pidió reiteradamente la renuncia de la diplomática con el fin de  evitar que el escándalo afectara las relaciones internacionales del país, el 19 de febrero de 2007 la canciller hizo pública su renuncia.[112] Días después se vincularía también a su padre Álvaro Araujo Noguera por el presunto secuestro de Víctor Ochoa Daza, investigación que años más tarde fue archivada.[113] Otro de los ministros de gobierno que se vio envuelto en el escándalo fue el entonces Ministro de Hacienda y Crédito Público, Óscar Iván Zuluaga quien fue investigado por la Fiscalía, aunque años más tarde resultó absuelto.[114]

- Rearme paramilitar: El exjefe paramilitar Salvatore Mancuso ha declarado que al menos cinco mil paramilitares habrían retomado las armas, incluyendo entre ellos aquellos que no se habían desmovilizado. La prensa ha denunciado que algunos de los políticos implicados en el escándalo y que permanecen privados de la libertad, continúan activos políticamente desde la cárcel y que algunos tienen candidatos para las elecciones. El gobierno ha dicho que ya se ha desmantelado el paramilitarismo y que los grupos emergentes son delincuencia común. La Federación Internacional por los Derechos Humanos ha declarado que al Estado "le ha faltado voluntad real de juzgar y desmantelar a los grupos paramilitares".[115]

- Persecución de denunciantes: Han sido asesinados más de 15 miembros pertenecientes al Movimiento de Víctimas de Crímenes de Estado, entre ellos líderes de la comunidad afrodescendiente de Curvaradó quienes reclaman hectáreas de tierra que les pertenecían y que ahora son propiedad de empresas palmeras en las que, mediante testaferros, tienen acciones jefes paramilitares como Vicente Castaño, quien ha sido mencionado como presunto autor intelectual del asesinato de Yolanda Izquierdo, líder comunitaria que reclamaba reparación por parte del estado para las víctimas del paramilitarismo.[116] En mayo de 2008 fue asesinado José Raúl Mira Vélez, un exparamilitar considerado testigo clave en el proceso de parapolítica en los departamentos de Antioquia, Casanare y Meta y que contaba con protección especial de la Fiscalía.[117]

- Escándalos a futuro: Los jefes 'paras' sostienen que se conocerá de muchos más políticos comprometidos en alianzas con sus tropas, tanto en la guerra como en los beneficios del narcotráfico, incluidos 80 militares. En declaraciones frente a jueces de Justicia y Paz, Salvatore Mancuso ha revelado supuestos vínculos de políticos, empresas y altos funcionarios del gobierno con los grupos armados de extrema derecha.

- Polarización: La discusión sobre los nexos de políticos con paramilitares ha desatado una fuerte polarización en la opinión pública por la cercanía de los vinculados con el presidente de la república Álvaro Uribe Vélez y por el muy amplio respaldo popular con el que este cuenta. Uno de los momentos de polarización más sonados fue cuando el senador Gustavo Petro habló sobre las investigaciones a Santiago Uribe, hermano del presidente, por la conformación de un antiguo grupo paramilitar conocido como los Doce Apóstoles, hecho por el cual, según Petro, el presidente debería declararse impedido para intervenir en el proceso con las autodefensas. El presidente respondió diciendo que dicha investigación no había procedido en su momento y calificó a los miembros de la oposición como “terroristas vestidos de civil”, (haciendo alusión a la militancia del senador Petro en el grupo guerrillero M-19 durante su juventud). Petro respondió diciendo: "Creo que existen terroristas vestidos de civil y de corbata, pero los están cogiendo presos y casi todos son amigos del Presidente Uribe".[118][119] La poca moderación en el lenguaje continuó desatando guerras verbales que han polarizado a la opinión pública a favor o en contra de uno y otro bando político, hecho que ha llegado también a tocar al Partido Liberal Colombiano donde uno de sus líderes, Horacio Serpa, ha hecho referencia al fenómeno en diferentes entrevistas diciendo que “Todos los caminos conducen a Uribe” aludiendo a los vínculos de políticos uribistas con paramilitares.[120] En febrero de 2007, el senador opositor Jorge Enrique Robledo sugirió el nuevo término "parauribismo", para destacar que el escándalo afectaba principalmente a los grupos políticos que a la fecha apoyaban al presidente Álvaro Uribe Vélez.[121]
- Protestas: El 6 de marzo de 2008 se realizó un manifestación en homenaje a las víctimas del paramilitarismo, la parapolítica y los crímenes de Estado. El gobierno decidió no apoyar oficialmente la iniciativa.[122]

- "Farc-política": Otras informaciones señalan que existen vínculos de políticos con grupos guerrilleros como las FARC y algunos medios acuñan el término farc-política. Incluso algunos de los implicados en parapolítica como Luis Fernando Almario y Luis Fernando Velasco también son señalados con tener vínculos con las FARC. En el Congreso el senador Gustavo Petro realizó un debate sobre los vínculos de algunos políticos con las FARC denunciando algunos casos, entre ellos el del representante Almario.[123][124] El gobierno dice que documentos hallados en el computador de Raúl Reyes y de Iván Ríos podrían comprometer a miembros de la clase política con dicho grupo armado. La Corte Suprema de Justicia ha querido adelantar una investigación al respecto,[125] sin embargo, la fiscalía no le ha enviado completa la información del computador de Raúl Reyes.[126]

### Noticias
- Artículos en Wikinoticias:
  - Corte Suprema de Justicia de Colombia ordena detención de seis congresistas por escándalo de 'para-política'
  - Arrestan a exdirector de policía secreta colombiana por supuestos vínculos con el paramilitarismo
  - Uribe arremete contra medios que publicaron denuncias de corrupción en el DAS

### Otros
- Parapolítica. La ruta de la expansión paramilitar y los acuerdos políticos. Libro sobre la parapolítica publicado por la Fundación Nuevo Arcoíris disponible gratuitamente en PDF.

- Datos: Q3474979
- Citas célebres: Parapolítica